# Glen Drake
Glen Drake (ur. 21 stycznia 1972) – nowozelandzki aktor filmowy i telewizyjny, znany m.in. z roli Camerona Scotta w operze mydlanej Shortland Street.

## Filmografia

### Filmy fabularne
- 1994: Niebiańskie stworzenia jako Steve
- 2002: Ofiara Amora (Cupid's Prey) jako Matt Wetherton
- 2005: River Queen jako młody rekrut
- 2005: King Kong jako aktor teatralny
- 2006: Istota doskonała (Perfect Creature) jako operator konsoli#1
- 2009: Nostalgia anioła jako zastępca

### Seriale
- 1996–1998: Shortland Street jako pielęgniarz Cameron Scott
- 1998: Herkules jako Nikos (odc. 79)
- 1998: Flatmates jako chłopak
- 1999: Herkules jako Klunter (odc. 108)
- 2001: Cleopatra 2525 jako Drack
- 2004: Serial Killers jako Chris
- 2005: Last Man Standing jako Luke Clements
- 2009: Miecz prawdy jako ojciec Cary
- 2016: Hillary jako barman
- 2016: Power Rangers Dino Charge jako Jonesy

### Głosy
- 2003: Power Rangers Ninja Storm jako Goldwinger
- 2004: Power Rangers Dino Grzmot jako Fossilador
- 2005: Power Rangers S.P.D. jako Delapoo